# Amorfa
Amorfa (Amorpha L.) – rodzaj roślin należący do rodziny bobowatych. Obejmuje 15 gatunków. Rośliny te występują na obszarze od południowej Kanady po północny Meksyk, przy czym najbardziej zróżnicowane są w południowo-wschodniej części Stanów Zjednoczonych. Jako gatunek introdukowany amorfa krzewiasta A. fruticosa rośnie w Europie i Azji (bez północnych części tych kontynentów) oraz w Ameryce Południowej. Gatunki z tego rodzaju występują w formacjach leśnych, zaroślowych i trawiastych, często na piaskach, ale też wzdłuż strumieni i na terenach podmokłych.
Amorfy uprawiane są jako rośliny ozdobne i biotechniczne – wiatrochronne i zabezpieczające glebę przed erozją. Najczęściej uprawiana jest amorfa krzewiasta A. fruticosa i siwa A. canescens. Liście amorfy Indianie wykorzystywali do sporządzania naparów i jako substytut tytoniu. Amorfa siwa wykorzystywana była jako lek przeciwrobaczy, a amorfa krzewiasta także jako pościel. Są to rośliny miododajne. Rośliny te były użytkowane jako repelenty przeciw owadom i rośliny barwierskie, w tym przez pierwszych osadników europejskich. Jako namiastka indygo (uzyskiwanego z indygowca barwierskiego) rośliny te zwane były dawniej po polsku indygowcem i indychtką. W Polsce uprawiany jest częściej tylko jeden gatunek – amorfa krzewiasta A. fruticosa, rzadko w kolekcjach zdarzają się inne.
Nazwa rodzajowa pochodzi od greckiego słowa amorphos znaczącego „bezkształtny, zniekształcony” i odnosi się do budowy kwiatu, którego motylkowa korona jest zredukowana i pozbawiana skrzydełek oraz łódeczki.

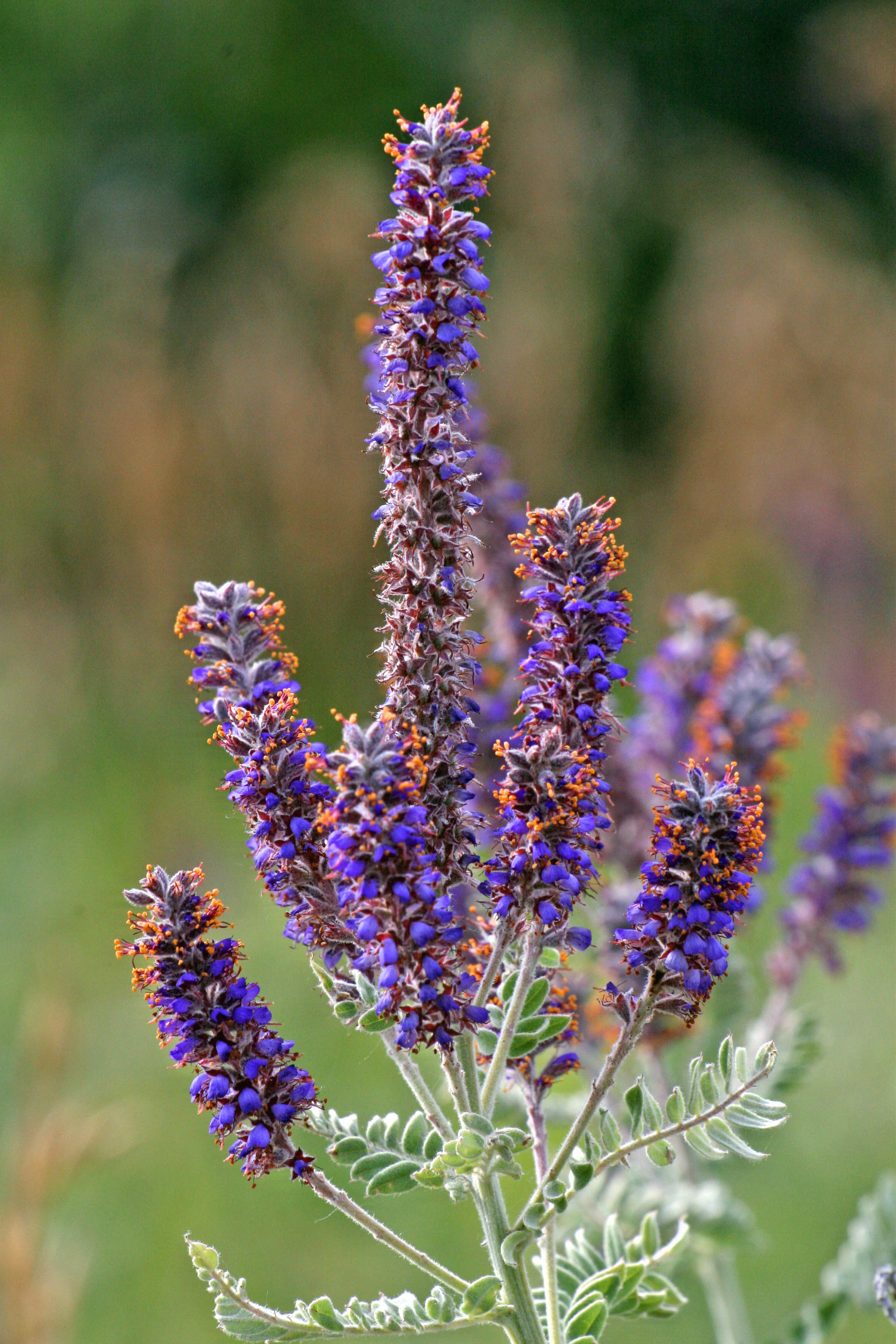
Amorfa siwa

## Morfologia

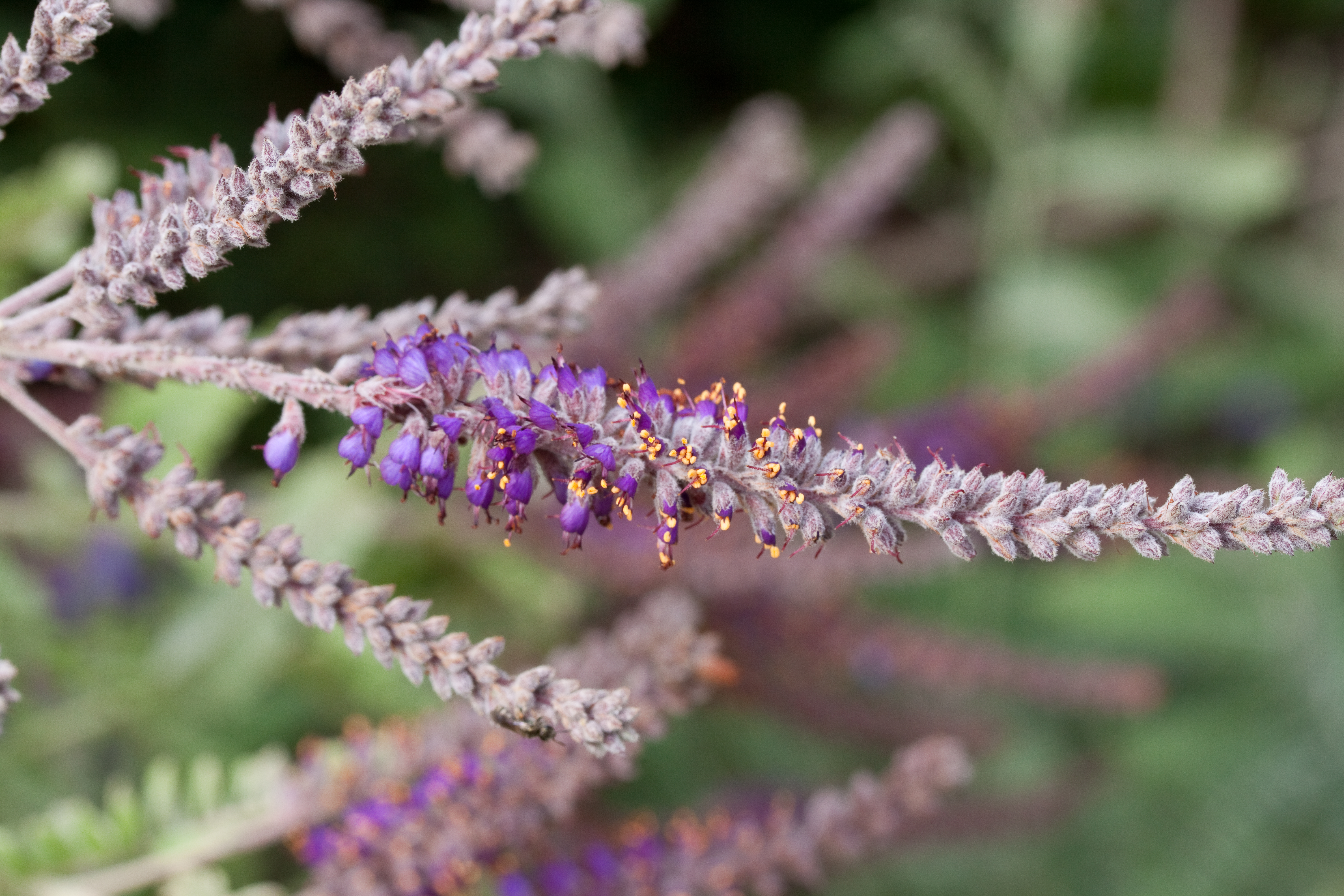
Amorpha nana

PokrójKrzewy do 3 m wysokości, półkrzewy i rzadko zielne byliny. Ich pędy są nagie lub owłosione.
LiścieSkrętoległe, sezonowe i nieparzystopierzaste. Blaszka składa się z 11–51 listków, drobnych, wydłużonych i całobrzegich.
KwiatyZebrane są w gęstych, kłosokształtnych i wzniesionych kwiatostanach. Silnie zredukowane kwiaty motylkowe – o koronie składającej się tylko z żagielka zwiniętego wokół pręcików i słupka. Korona na ogół ma barwę ciemnofioletową, rzadziej jest niebieska lub biaława. Kielich rurkowaty, z 5 nierównymi ząbkami. Pręcików jest 10, wszystkie z nitkami zrośniętymi. Słupek pojedynczy, z jednego owocolistka, z górną zalążnią zawierającą jeden lub dwa zalążki.
OwoceStrąki drobne – do 1 cm długości, proste lub skrzywione, często gruczołowate. Zawierają jedno lub dwa nasiona.

## Systematyka
Jeden z 8 rodzajów tworzących plemię Amorpheae z podrodziny bobowatych właściwych Faboideae w rodzinie bobowatych Fabaceae s.l.
Wykaz gatunków
- Amorpha apiculata Wiggins
- Amorpha californica Nutt. – amorfa kalifornijska
- Amorpha canescens Pursh – amorfa siwa
- Amorpha confusa (Wilbur) S.C.K.Straub, Sorrie & Weakley
- Amorpha fruticosa L. – amorfa krzewiasta
- Amorpha georgiana Wilbur
- Amorpha glabra Desf. ex Pers. – amorfa naga
- Amorpha herbacea Walter – amorfa nibyzielna
- Amorpha laevigata Nutt.
- Amorpha nana Nutt. – amorfa drobna
- Amorpha nitens Boynton
- Amorpha × notha E.J.Palmer
- Amorpha ouachitensis Wilbur
- Amorpha paniculata Torr. & A.Gray
- Amorpha roemeriana Scheele
- Amorpha schwerinii C.K.Schneid.